# Iraq National Oil Company
 Iraq National Oil Company (INOC) é uma companhia petrolífera estatal do Iraque.

## História
A companhia foi estabelecida em 1966.

## Subsidiarias
- North Oil Company
- South Oil Company
- Missan Oil Company
- Midland Oil Company